# Вецтилжинская волость
Вецтилжинская волость (латыш. Vectilžas pagasts) — одна из 19 волостей Балвского края в Латвии. Волостной центр — село Вецтилжа.
На начало 2015 года население волости составляло 396 постоянных жителей.